# Hypericum oliganthum
Hypericum oliganthum är en johannesörtsväxtart som beskrevs av Adrien René Franchet och Sav.. Hypericum oliganthum ingår i släktet johannesörter, och familjen johannesörtsväxter. Inga underarter finns listade i Catalogue of Life.